# گکو (رایانه)

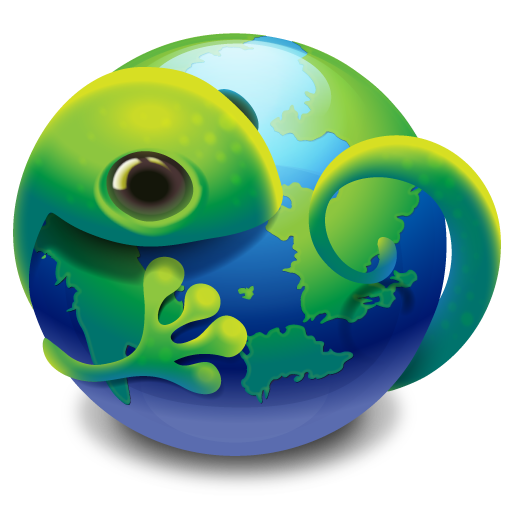
گکو فایرفاکس

گِکو (به انگلیسی: Gecko) موتور طرح‌بندی آزاد و متن‌باز است که در بسیاری از برنامه‌هایی که توسط بنیاد موزیلا و شرکت موزیلا توسعه یافته (مانند مرورگر وب فایرفاکس) و پروژه‌های نرم‌افزاری متن‌باز دیگر به‌کاررفته‌است.